# Joseph Zito
Joseph Zito (* 14. Mai 1946 in New York City) ist ein US-amerikanischer Filmregisseur und Produzent.

## Leben
Vor seiner Tätigkeit als Regisseur absolvierte Zito ein Studium der Wirtschaft und Psychologie. Außerdem war er Besitzer eines Kinos.
Sein Debüt als Regisseur gab er 1975 mit dem Film Patty – Die meistgesuchte Frau Amerikas. Im Anschluss inszenierte er mehrere Horrorfilme, darunter Forke des Todes (1981) sowie mit Freitag der 13. – Das letzte Kapitel den vierten Teil der Freitag der 13.-Filmreihe. In den folgenden Jahren drehte Zito für Cannon Films die B-Actionfilme  Missing in Action, Invasion U.S.A. sowie Red Scorpion. Er arbeitete hierbei mit Chuck Norris und Dolph Lundgren zusammen. Weitere Filmprojekte für Cannon Films wurden nicht realisiert. So plante Zito einen eigenen Spider-Man-Film.
Nach der Produktion des Actionfilms Fusion Factor – Wenn Macht zur tödlichen Gefahr wird im Jahr 2002 beendete er seine Laufbahn als Regisseur. Seither arbeitet er an der Überarbeitung von Drehbüchern und ist an Dokumentationen beteiligt.

## Filmografie
- 1975: Patty – Die meistgesuchteste Frau Amerikas (Abduction)
- 1979: Der Psycho-Ripper (Bloodrage)
- 1981: Forke des Todes (The Prowler)
- 1984: Freitag der 13. – Das letzte Kapitel (Friday the 13th: The Final Chapter)
- 1984: Missing in Action
- 1985: Invasion U.S.A.
- 1989: Red Scorpion
- 1999: Delta Force One: The Lost Patrol
- 2003: Fusion Factor – Wenn Macht zur tödlichen Gefahr wird (Power Play)